# Kew-Forest School
La Kew-Forest School è una scuola preparatoria indipendente, coeducativa, per gli studenti delle classi pre-elementari fino al 12º anno. La scuola è stata fondata nel 1918 principalmente per i residenti di Forest Hills e Kew Gardens, Queens, New York. Al momento, la scuola ha studenti provenienti da oltre 30 diverse località della città che includono Richmond Hill, Little Neck, Bayside, Douglaston, Jamaica Estates, Long Island, Brooklyn, Manhattan e altre.
Le lezioni hanno un costo dai 13.545 ai 36.390 dollari all'anno per i gradi ECD (Pre-elementare) fino al 12º anno di età.
Tra i notevoli diplomati ed ex studenti figurano Hank Azaria, Katharine Weber, Gideon Yago e Donald Trump.